# Andolsheim
Andolsheim (prononcé [andɔlsaɪm] ou [ãdɔlsaɪm]) est une commune française située dans la circonscription administrative du Haut-Rhin, en région Grand Est. Elle est en outre dans le territoire de la Collectivité européenne d'Alsace depuis le 1er janvier 2021.
Cette commune se trouve dans la région historique et culturelle d'Alsace.

## Géographie

### Localisation
Andolsheim fait partie du canton de Colmar-2 et de l'arrondissement de Colmar-Ribeauvillé.
Le village est arrosé par l'Ill et la Blind. Cette dernière reçoit les eaux du canal de Widensolen. Le village est traversé à l'est par le canal du Rhône au Rhin.

### Hydrographie
La commune est dans le bassin versant du Rhin au sein du bassin Rhin-Meuse. Elle n'est drainée par aucun cours d'eau,.

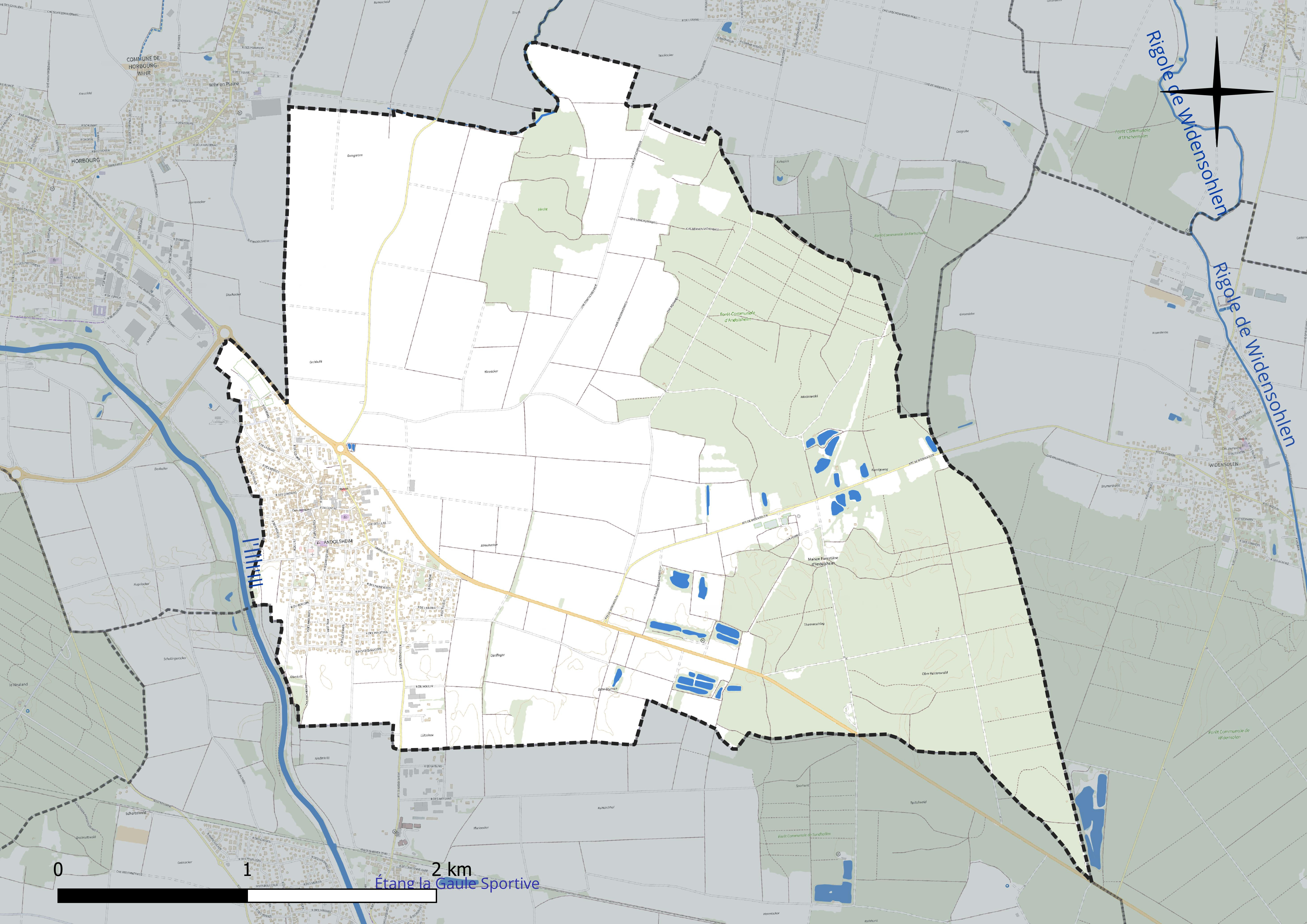
Réseau hydrographique d'Andolsheim.

### Climat
Pour des articles plus généraux, voir Climat du Grand Est et Climat du Haut-Rhin.
En 2010, le climat de la commune est de type climat océanique altéré, selon une étude du Centre national de la recherche scientifique s'appuyant sur une série de données couvrant la période 1971-2000. En 2020, Météo-France publie une typologie des climats de la France métropolitaine dans laquelle la commune est exposée à un climat semi-continental et est dans la région climatique Alsace, caractérisée par une pluviométrie faible, particulièrement en automne et en hiver, un été chaud et bien ensoleillé, une humidité de l’air basse au printemps et en été, des vents faibles et des brouillards fréquents en automne (25 à 30 jours).
Pour la période 1971-2000, la température annuelle moyenne est de 10,5 °C, avec une amplitude thermique annuelle de 17,9 °C. Le cumul annuel moyen de précipitations est de 581 mm, avec 8 jours de précipitations en janvier et 9,1 jours en juillet. Pour la période 1991-2020, la température moyenne annuelle observée sur la station météorologique de Météo-France la plus proche, « Colmar-Inra », sur la commune de Colmar à 5 km à vol d'oiseau, est de 11,3 °C et le cumul annuel moyen de précipitations est de 558,0 mm. 
La température maximale relevée sur cette station est de 39,6 °C, atteinte le 13 août 2003 ; la température minimale est de −22,5 °C, atteinte le 22 février 1986,,.
Les paramètres climatiques de la commune ont été estimés pour le milieu du siècle (2041-2070) selon différents scénarios d'émission de gaz à effet de serre à partir des nouvelles projections climatiques de référence DRIAS-2020. Ils sont consultables sur un site dédié publié par Météo-France en novembre 2022.

## Urbanisme

### Typologie
Au 1er janvier 2024, Andolsheim est catégorisée ceinture urbaine, selon la nouvelle grille communale de densité à sept niveaux définie par l'Insee en 2022.
Elle appartient à l'unité urbaine d'Andolsheim, une agglomération intra-départementale regroupant deux  communes, dont elle est ville-centre,,. Par ailleurs la commune fait partie de l'aire d'attraction de Colmar, dont elle est une commune de la couronne,. Cette aire, qui regroupe 95 communes, est catégorisée dans les aires de 50 000 à moins de 200 000 habitants,.

### Occupation des sols
L'occupation des sols de la commune, telle qu'elle ressort de la base de données européenne d’occupation biophysique des sols Corine Land Cover (CLC), est marquée par l'importance des territoires agricoles (54,5 % en 2018), une proportion sensiblement équivalente à celle de 1990 (55,3 %). La répartition détaillée en 2018 est la suivante : 
terres arables (53,8 %), forêts (37,4 %), zones urbanisées (8 %), zones agricoles hétérogènes (0,7 %). L'évolution de l’occupation des sols de la commune et de ses infrastructures peut être observée sur les différentes représentations cartographiques du territoire : la carte de Cassini (XVIIIe siècle), la carte d'état-major (1820-1866) et les cartes ou photos aériennes de l'IGN pour la période actuelle (1950 à aujourd'hui).

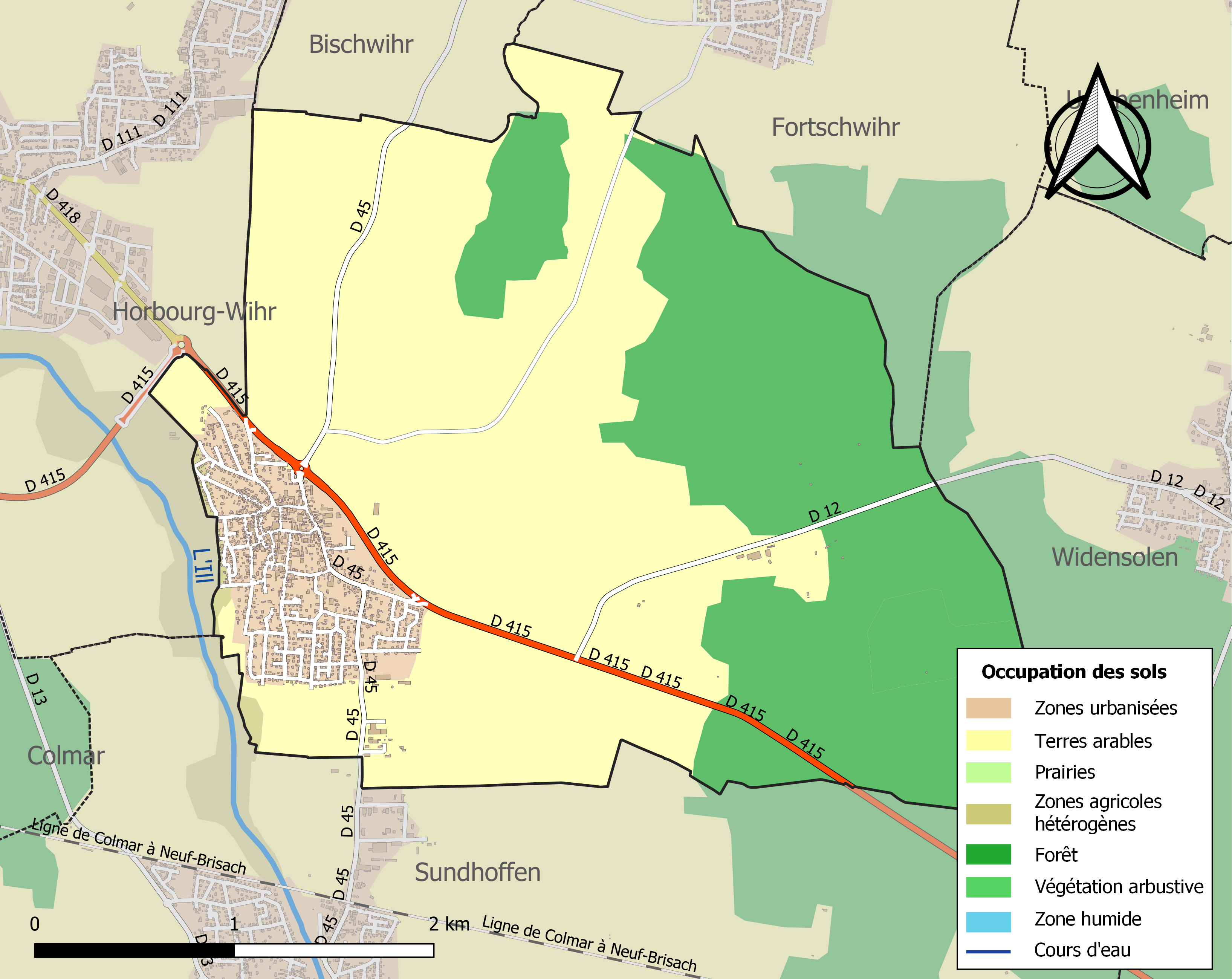
Carte des infrastructures et de l'occupation des sols de la commune en 2018 (CLC).

### Voies de communication et transports
Cette commune est desservie par les lignes et arrêts suivants des bus Trace :
|    |  | Parcours                                                                    | Arrêts dans la commune                                                  |
| -- |  | --------------------------------------------------------------------------- | ----------------------------------------------------------------------- |
| 9  |  | Sundhoffen Centre – Horbourg-Wihr Place du 1er février - Fortschwihr Etangs | Cosaques, Andolsheim Centre, Andolsheim Primevères, Allée des Peupliers |
| 21 |  | Andolsheim Centre – Vauban - Théâtre - Gare                                 | Cosaques, Andolsheim Centre, Andolsheim Primevères                      |

## Toponymie
- Ansulfisheim, 768 ;
- Anholzheim, 803 ;
- Ansolsheim, XVIIIe siècle.

La commune se nomme Àndelsa en alsacien, Àndelse en alémanique.

## Histoire
Fondé entre 693 et 710, le village d'Andolsheim est mentionné pour la première fois en 767 sous le nom d'Ansulfisheim. Il tient son nom d'Ansoal, abbé de Munster, qui devint plus tard évêque de Strasbourg. Le 17 juin 764, Waldrade remet à son frère l'abbé Fulrad la villa d'Ansulsisheim que celui-ci rattache au prieuré de Lièpvre qu'il vient de fonder. Le village est environné de riches terres alluviales. En 870, l'Alsace passe sous le contrôle du roi de Germanie par le traité de Meerssen conclu entre Charles le Chauve et Louis le Germanique, et devient ainsi le centre de la civilisation rhénane. Au XIIe siècle, la région d'Andolsheim échappe à la domination des Habsbourg en devenant la propriété des seigneurs de Horbourg. Sigefroi d'Andolsheim paraît en 1187, comme témoin d'une donation du comte Louis de Ferrette en faveur de l'abbaye de Pairis. Au XIIIe siècle, la moitié du village dépend du Mundat de Rouffach. La bourgade change de main en 1324 et passe aux comtes de Wurtemberg, puissante famille issue du duché de Souabe en 1135 et qui règne sur les terres du sud-ouest de l'Allemagne. Les ducs en 1495, embrassent la Réforme qui à partir de 1535 gagne peu à peu une population de tradition catholique à la religion protestante. En 1648, Louis XIV s'empare des terres des Habsbourg par les traités de Westphalie mais le comté de Horbourg, indépendant, en reste exclu. Ce n'est que partie remise puisqu'en 1678, Louis XIV décide par le traité de Nimègue d'accentuer la politique de réunion de l'Alsace à la France, et en 1680, un arrêt rattache Andolsheim à la couronne de la France. Les intendants du roi ont alors le souci de restaurer la religion catholique. Ils prononcent le simultaneum en 1687. L'église d'Andolsheim est désormais consacrée au culte catholique et au culte protestant.

## Politique et administration

### Découpage territorial
La commune d'Andolsheim est membre de l'intercommunalité Colmar Agglomération, un établissement public de coopération intercommunale (EPCI) à fiscalité propre créé le 24 octobre 2003 dont le siège est à Colmar. Ce dernier est par ailleurs membre d'autres groupements intercommunaux.
Sur le plan administratif, elle est rattachée à l'arrondissement de Colmar-Ribeauvillé, à la circonscription administrative de l'État du Haut-Rhin, en tant que circonscription administrative de l'État, et à la région Grand Est.
Sur le plan électoral, elle dépendait jusqu'en 2020 du  canton de Colmar-2 pour l'élection des conseillers départementaux au sein du conseil départemental du Haut-Rhin. Depuis le 1er janvier 2021, elle dépend du même canton pour l'élection des conseillers d'Alsace au sein de la collectivité européenne d'Alsace.

### Liste des maires
| Période                                  | Période                   | Identité                                        | Étiquette | Qualité |
| ---------------------------------------- | ------------------------- | ----------------------------------------------- | --------- | --- |
| Les données manquantes sont à compléter. |                           |                                                 |           | |
| 1799                                     | 1799                      | Jean-Michel Klinger                             |           | Cultivateur |
| 1799                                     | 1813                      | Jean-Georges Rebert                             |           | Cultivateur |
| 1813                                     | 1815                      | Sigismond Klinger                               |           | Cultivateur |
| 1815                                     | 1816                      | Jean Bollenbach                                 |           | |
| 1816                                     | 1819                      | Joseph Hirtz                                    |           | |
| 1819                                     | 1831                      | Jean-Michel Klinger                             |           | |
| 1831                                     | 1836                      | Jean-Georges Rebert fils                        |           | Cultivateur |
| 1836                                     | 1837                      | Mathias Bollenbach le jeune                     |           | Cultivateur |
| 1837                                     | 1848                      | Mathias Woelflin                                |           | Cultivateur |
| 1848                                     | 1871                      | Mathias Ritzenthaler                            |           | |
| 1871                                     | 1877                      | Sigismond Klinger                               |           | Cultivateur |
| 1877                                     | 1891                      | Michaël Bollenbach                              |           | |
| 1891                                     | 1909                      | Michaël Haemmerlin-Ittel                        |           | |
| 1909                                     | 1919                      | Michaël Merius                                  |           | |
| 1919                                     | 1926                      | Michel Obrecht                                  |           | |
| 1926                                     | 1940                      | Georges Schaechtelin                            |           | |
| 1940                                     | 1945                      | Fritz Koegler                                   |           | |
| août 1945                                | octobre 1947              | René Bollenbach                                 |           | |
| octobre 1947                             | mars 1971                 | Frédéric Koegler                                |           | |
| mars 1971                                | mars 1977                 | Eugène Haemmerlin                               |           | |
| mars 1977                                | mars 2001                 | Constant Goerg                                  | DVD       | Agent immobilier, maire honoraire Conseiller général d'Andolsheim (1992 → 2004) Président du conseil général du Haut-Rhin (1998 → 2004)                                    |
| mars 2001                                | En cours (au 31 mai 2020) | Christian Rebert Réélu pour le mandat 2020-2026 | DVD       | Cadre administratif 3e vice-président de la CC du pays du Ried Brun (2010 → 2015) 5e vice-président de Colmar Agglomération (2020 → ) 3e vice-président du SIEPI (2001 → ) |

Andolsheim était le chef-lieu du canton d'Andolsheim, supprimé après le redécoupage cantonal de 2014, et a rejoint celui de Colmar-2. Depuis 2017, la commune est membre de Colmar Agglomération après la dissolution de la communauté de communes du Pays du Ried Brun.

## Population et société

### Démographie
L'évolution du nombre d'habitants est connue à travers les recensements de la population effectués dans la commune depuis 1793. Pour les communes de moins de 10 000 habitants, une enquête de recensement portant sur toute la population est réalisée tous les cinq ans, les populations de référence des années intermédiaires étant quant à elles estimées par interpolation ou extrapolation. Pour la commune, le premier recensement exhaustif entrant dans le cadre du nouveau dispositif a été réalisé en 2005.

En 2022, la commune comptait 2 196 habitants, en évolution de +0,73 % par rapport à 2016 (Haut-Rhin : +0,66 %, France hors Mayotte : +2,11 %).
| 1793 | 1800 | 1806 | 1821 | 1831  | 1836  | 1841  | 1846  | 1851  |
| ---- | ---- | ---- | ---- | ----- | ----- | ----- | ----- | ----- |
| 660  | 724  | 811  | 970  | 1 046 | 1 089 | 1 092 | 1 084 | 1 126 |

| 1856  | 1861  | 1866  | 1871 | 1875 | 1880 | 1885 | 1890 | 1895 |
| ----- | ----- | ----- | ---- | ---- | ---- | ---- | ---- | ---- |
| 1 064 | 1 039 | 1 016 | 970  | 937  | 935  | 886  | 838  | 754  |

| 1900 | 1905 | 1910 | 1921 | 1926 | 1931 | 1936 | 1946 | 1954 |
| ---- | ---- | ---- | ---- | ---- | ---- | ---- | ---- | ---- |
| 747  | 734  | 730  | 692  | 698  | 718  | 717  | 645  | 680  |

| 1962 | 1968 | 1975  | 1982  | 1990  | 1999  | 2005  | 2006  | 2010  |
| ---- | ---- | ----- | ----- | ----- | ----- | ----- | ----- | ----- |
| 751  | 871  | 1 088 | 1 262 | 1 565 | 1 985 | 2 227 | 2 238 | 2 202 |

| 2015  | 2020  | 2022  | - | - | - | - | - | - |
| ----- | ----- | ----- | - | - | - | - | - | - |
| 2 170 | 2 192 | 2 196 | - | - | - | - | - | - |

## Culture locale et patrimoine

### Lieux et monuments
- Église luthérienne[26],[27] : la Réforme luthérienne est introduite par les ducs de Wurtemberg en 1538. L'église prend le vocable saint Georges au moment de l'adoption du simultaneum en 1687. Le simultaneum est interrompu après la construction de l'église catholique en 1883.
 La tour-chœur date du XIIIe siècle. La nef est construite vers 1650. Le portail occidental est daté de 1737. La façade est remaniée en 1838. Une restauration intérieure est faite en 1985.
- Église catholique Saint-Georges[28] : elle a été construite entre 1882 et 1883 pour supprimer le simultaneum.
- Mairie[29] : elle a été construite au XIXe siècle et remaniée après 1950.

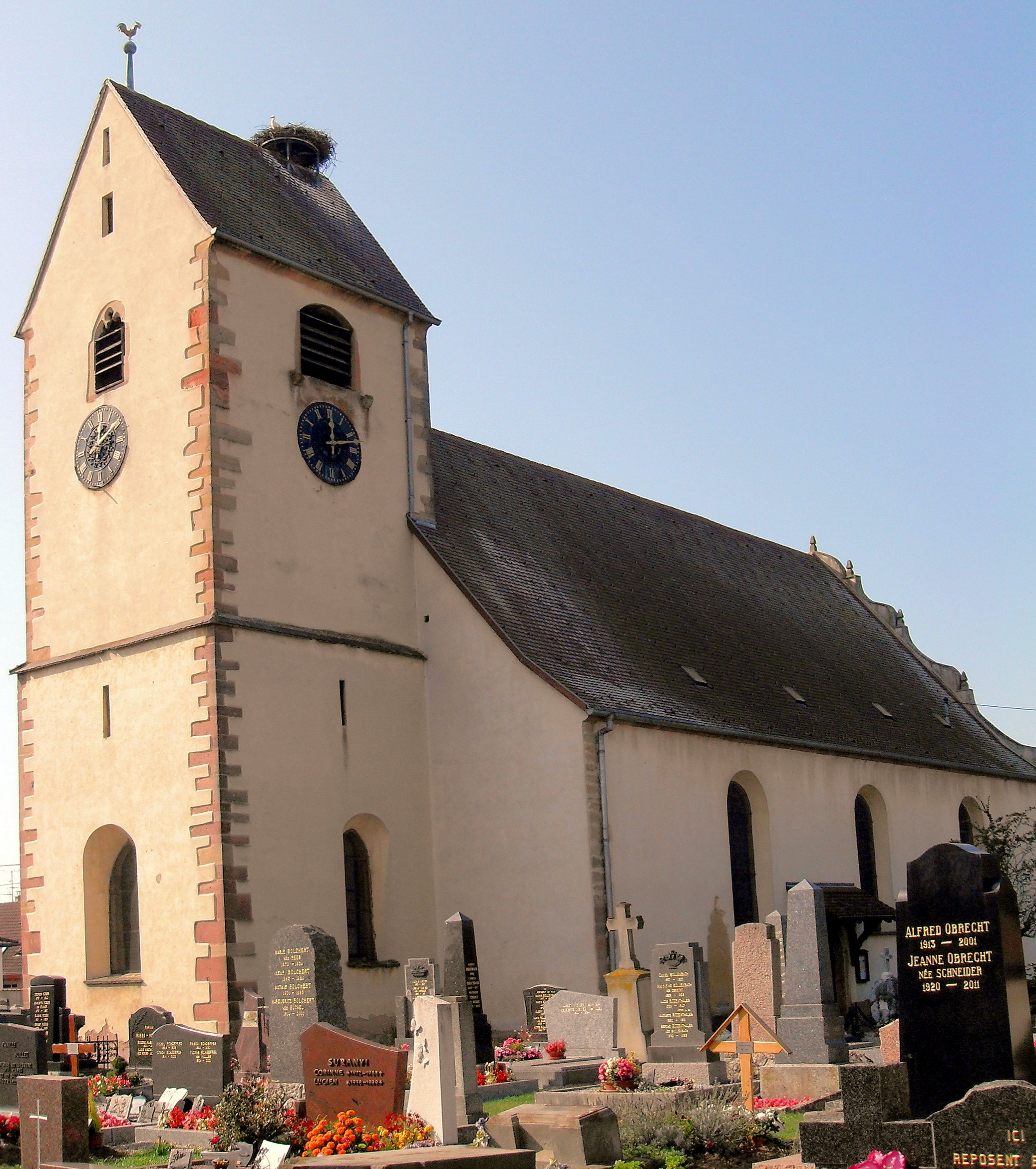
L'église luthérienne Saint-Georges.
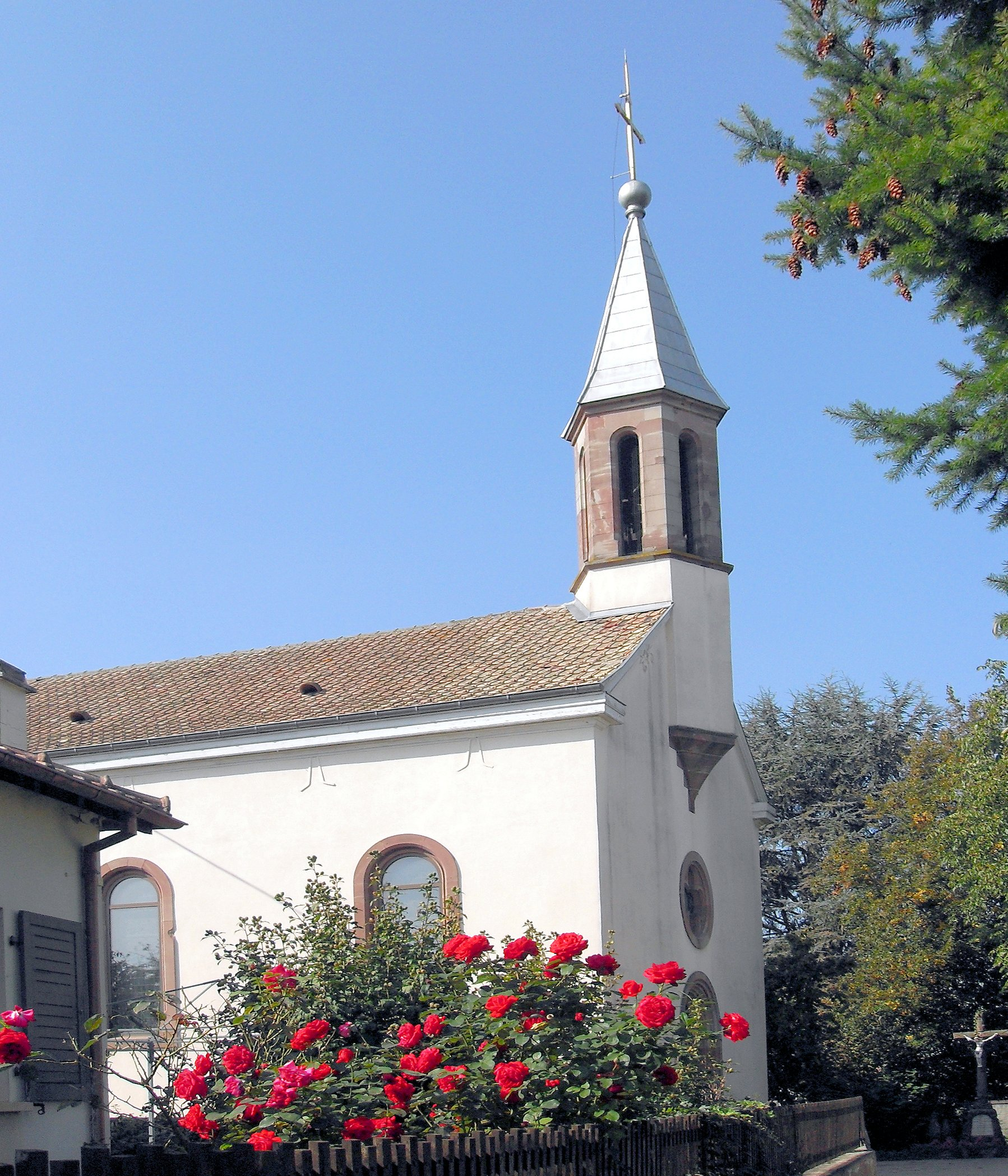
L'église catholique Saint-Georges.
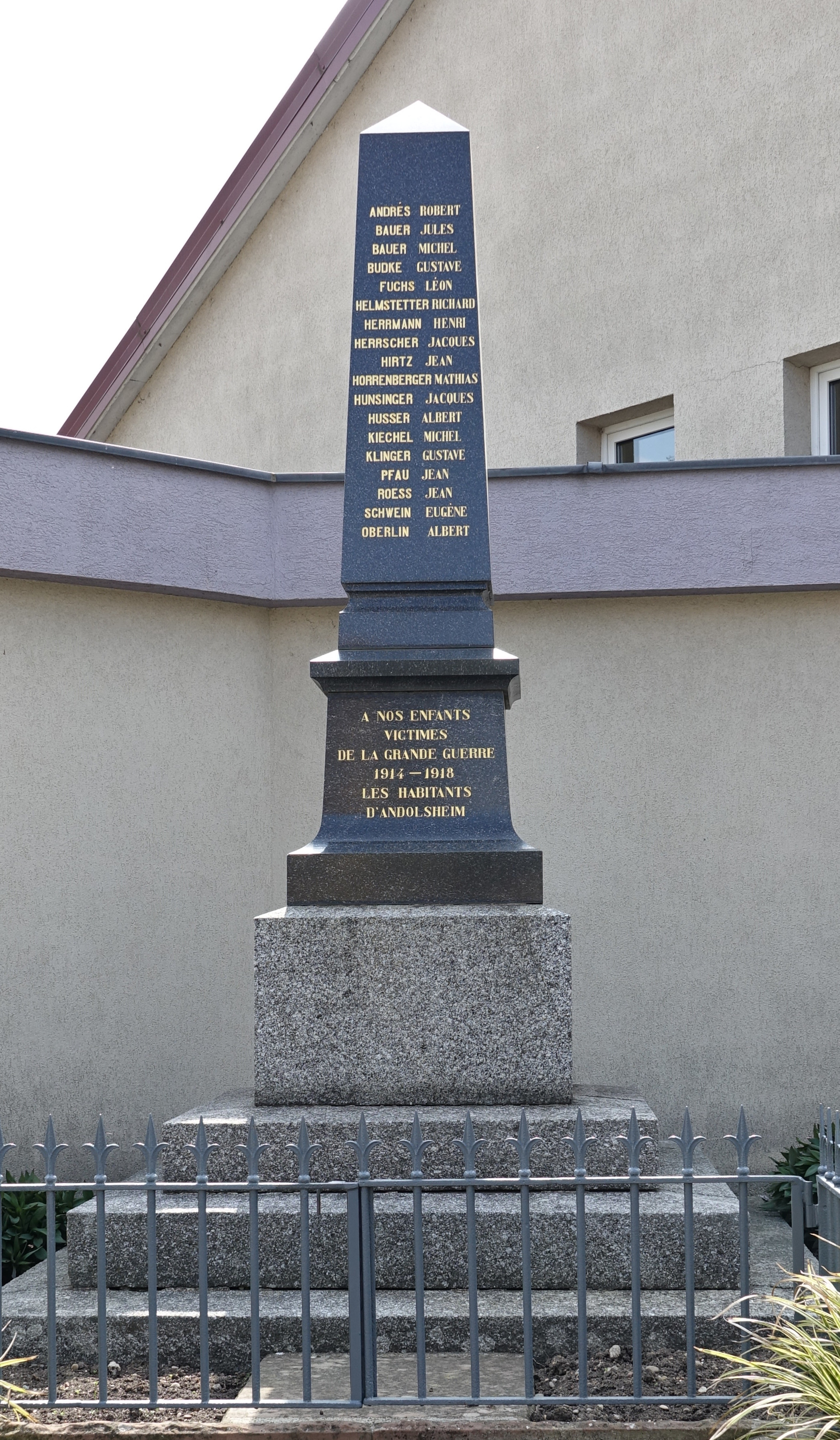
Monument aux morts de la Première Guerre mondiale.

### Héraldique
| Blason d'Andolsheim | Les armes d'Andolsheim se blasonnent ainsi : « D'argent à la ramure de cerf de sable chevillé à senestre de quatre pièces, posé en pal, soutenue en pointe d'une étoile à cinq rais de même. » |